# Moonlight in Odessa
Moonlight in Odessa è un romanzo della scrittrice Janet Skeslien Charles, pubblicato nel 2009 dalla casa editrice britannica Bloomsbury Publishing.
Il libro è stato tradotto in svedese danese, francese, spagnolo e tedesco Il libro segue le vicende di Daria, una segretaria ucraina che dopo aver conosciuto ed essersi innamorata di un americano, si trasferisce in California.